# Diplogeomyza hardyi
Diplogeomyza hardyi är en tvåvingeart som beskrevs av Mcalpine 1967. Diplogeomyza hardyi ingår i släktet Diplogeomyza och familjen myllflugor. Inga underarter finns listade i Catalogue of Life.